# Минало
Минало е период от време, поредица от събития, които вече са се случили. Обикновено се разглежда като противоположно на бъдещето.
Миналото е централна идея и обект на изучаване от археологията, астрономията, геологията, палеонтологията, историята, космологията, философията и физиката.
Понятието за минало и за време по принцип понякога поставя много сложни въпроси. Благодарение на хронологията на историческите записи и това, че хората са надарени с памет, е възможно сформирането на понятията ни за минало, настояще и бъдеще.
В класическата физика миналото е просто половината от оста на времето, а в специалната теория на относителността миналото се счита за абсолютно и представлява частта от светлинния конус, известна като конус на миналото.
| „               | Тези, които забравят миналото, са обречени да го повторят | “ |
| Джордж Сантаяна |                                                           |   |